# Debundscha
Debundscha és una població de la regió sud-oest del Camerun està als peus del vessant sud-oest del Mont Camerun. És coneguda per ser el lloc amb major pluviometria del continent africà però està en disputa amb els 10.450 litres anuals que rep Ureka a l'illa de Bioko a Guinea equatorial, a la que seguiria Debundscha amb pluviometria anual de 10.299 litres
Debundscha també està en la llista dels cinc llocs més plujosos del món després de Lloró, Mawsynram, Mont Waialeale i Cherrapunji, tots ells amb més de 10.000 litres l'any. Els alemanys hi instal·laren un far el 1904. El clima està afectat pel monsó equatorial, ja que està molt pròxima a l'equador i a l'atlàntic sud per això és càlida i humida tot l'any.